# Olga Iliwicka-Dąbrowska

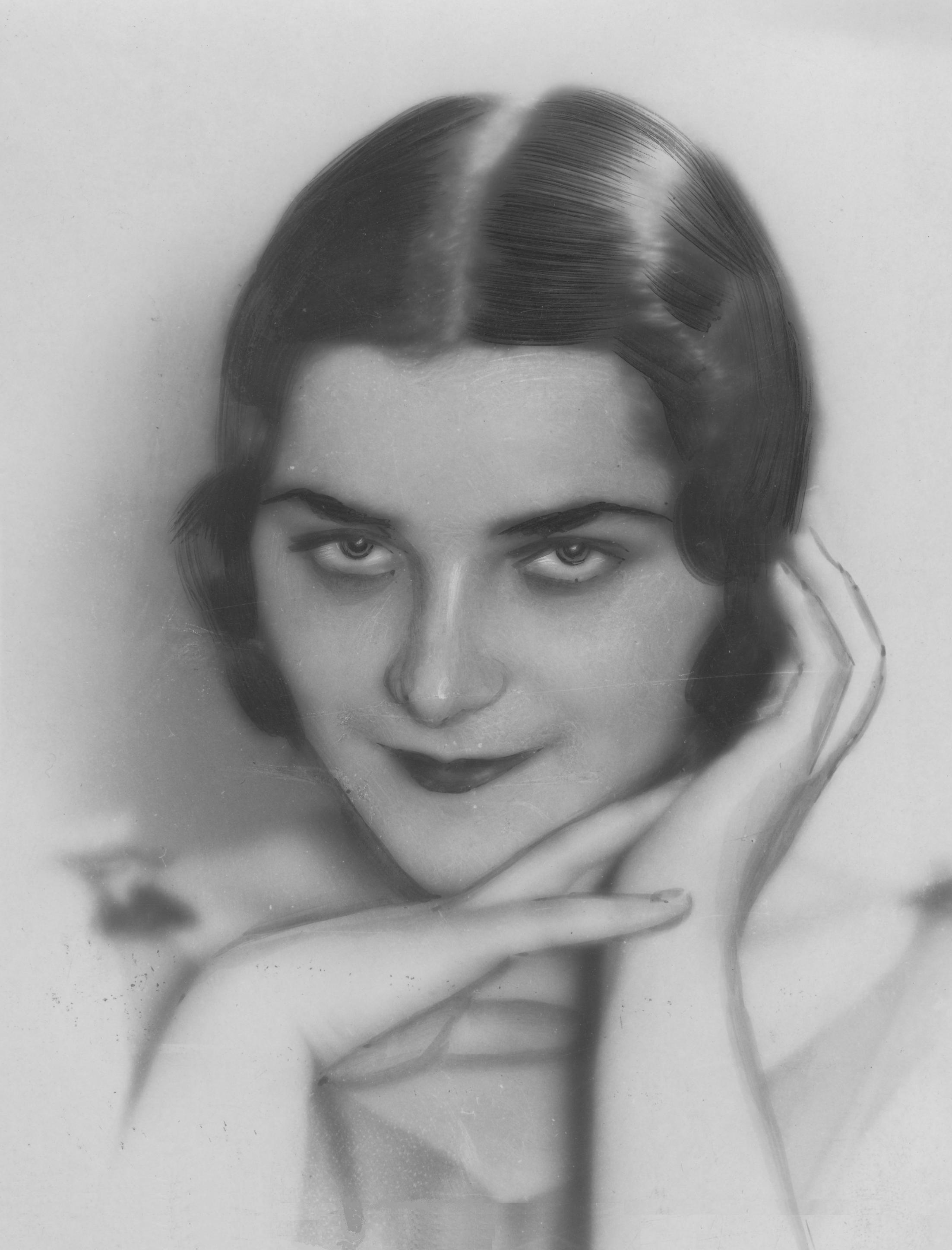
Foto von Olga Iliwicka-Dąbrowska

Olga Iliwicka-Dąbrowska (* 13. Juli 1910 in Łódź; † 26. Dezember 1979 in Posen) war eine polnische Pianistin und Musikpädagogin.
Iliwicka verbrachte ihre frühe Kindheit in Russland und begann ihre musikalische Ausbildung, nachdem ihre Familie während des Ersten Weltkrieges nach Polen zurückgekehrt war, bei Antoni Dobkiewicz, einem Schüler Teodor Leszetyckis. Sie studierte von 1928 bis 1931 an der Musikakademie Warschau bei Jerzy Żurawlew und debütierte nach dem Abschluss (mit Auszeichnung) 1931 mit einem beachteten Sinfoniekonzert in Łódź.
1932 nahm sie am Internationalen Chopin-Wettbewerb teil, 1933 am Internationalen Musikwettbewerb in Wien. 1937 belegte sie beim Chopin-Wettbewerb den zehnten Platz. Seit Anfang der 1930er Jahre trat sie als Solistin und Kammermusikerin in Konzerten und im Polnischen Rundfunk auf, und 1934 spielte sie die Uraufführung von Adam Wieniawskis Klavierkonzert. Außerdem unterrichtete sie seit 1932, zunächst als Assistentin von Jerzy Żurawlew, später mit eigenen Klavierklassen an der Warschauer Musikakademie.
Nach Ausbruch des Zweiten Weltkrieges lebte sie als Klavierlehrerin in Warschau und gab im Untergrund Konzerte. Während des Warschauer Aufstandes 1944 wurde sie verhaftet und kam als Zwangsarbeiterin nach Deutschland. Nach dem Krieg kehrte sie nach Polen zurück und unterrichtete dort am Musikinstitut Toruń, der Musikakademie Sopot und ab 1951 schließlich an der Musikakademie Posen. 1967 spielte sie die Uraufführung des Ersten Klavierkonzertes, 1970 die Uraufführung des Zweiten Klavierkonzerte ihres Ehemanns Florian Dąbrowski.